# آندراووری
آندراووری (به لاتین: Andravory) یک منطقهٔ مسکونی در ماداگاسکار است که در ووهمار واقع شده‌است. آندراووری ۵٬۰۰۰ نفر جمعیت دارد و ۲۶۰ متر بالاتر از سطح دریا واقع شده‌است.